# Oxalis flava
Oxalis flava är en harsyreväxtart som beskrevs av Carl von Linné. Oxalis flava ingår i släktet oxalisar, och familjen harsyreväxter.

## Underarter
Arten delas in i följande underarter:
- O. f. fabifolia
- O. f. unifoliolata